# Christine Wachtel
Christine Wachtel, później Guth (ur. 6 stycznia 1965 w Altentreptow) – lekkoatletka startująca w reprezentacji NRD, jej koronną konkurencją był bieg na 800 m.
W swoim dorobku ma wicemistrzostwo świata z Rzymu (1987) oraz wicemistrzostwo olimpijskie z Seulu (1988). Ma również trzy złote medale Halowych Mistrzostw Świata w Lekkoatletyce (Indianapolis 1987, Budapeszt 1989 oraz Sewilla 1991) oraz złoto Halowych Mistrzostw Europy (Liévin 1987). 
Jako reprezentantka zjednoczonych Niemiec wzięła udział w igrzyskach olimpijskich w Barcelonie, tam odpadła w eliminacjach.
W latach 1988–2002 była rekordzistką świata na 800 m w hali (czas 1:56,40 z 13 lutego 1988). Była również przez krótki czas rekordzistką świata na 1000 m (2:30,67, 1990). W biegu na 800 metrów na otwartym stadionie jej najlepszy wynik to 1:55,32 (1987).